# Вонсхайм
Вонсхайм (нем. Wonsheim) — община в Германии, в земле Рейнланд-Пфальц. 
Входит в состав района Альцай-Вормс. Подчиняется управлению Вёльштайн.  Население составляет 876 человек (на 31 декабря 2010 года). Занимает площадь 8,79 км².